# Bassus spiracularis
Bassus spiracularis är en stekelart som beskrevs av Muesebeck 1927. Bassus spiracularis ingår i släktet Bassus och familjen bracksteklar. Inga underarter finns listade.